# Diana Nyad
Diana Nyad (z domu Sneed; ur. 22 sierpnia 1949 w Nowym Jorku) − amerykańska pływaczka długodystansowa, autorka książek i dziennikarka. W 2013 roku w wieku 64 lat przepłynęła z Hawany na Kubie do Key West na Florydzie, pokonując dystans ok. 177 km. 

## Wczesne życie i edukacja
Diana Nyad urodziła się w Nowym Jorku 22 sierpnia 1949 r. jako córka Lucy Winslow Curtis i maklera giełdowego Williama L. Sneeda Jr. Jej rodzice rozwiedli się w 1952 r. Diana zamieszkała z matką i ojczymem w Fort Lauderdale na Florydzie. Uczęszczała do prywatnej szkoły Pine Crest, w której rozpoczęła lekcje pływania pod okiem trenera Jacka Nelsona. 
W 1973 roku uzyskała dyplom z języka angielskiego i francuskiego na uczelni Lake Forest w Illinois. Na studiach narodziła się jej przygoda z pływaniem maratońskim.

## Kariera
W 1975 r. w wieku 26 lat w rekordowym czasie opłynęła Manhattan (45 km w 7 godzin 57 minut). Z kolei w 1979 r. ustanowiła rekord świata w pływaniu na odległość z Bimini na Bahamach do Juno Beach na Florydzie, przepływając 164 km w 27 i pół godziny.
Nyad napisała cztery książki: Other Shores (1978), Basic Training for Women (1981), Boss of Me: The Keyshawn Johnson Story (1999) i Find a Way (2015). Pisała także dla „The New York Times” i „Newsweeka”. W latach 2001–2004 była gospodarzem programu stacji The Savvy Traveler.  
W 2014 Nyad wystąpiła w teledysku do piosenki Bang, Bang Macy Gray. W tym samym roku wzięła udział w 18. edycji programu Dancing with the Stars, w którym zajęła ostatnie miejsce. Jej partnerem był tancerz Henry Byalikov.

## Przepłynięcie wpław z Kuby na Florydę
W 1978 roku, w wieku 28 lat podjęła pierwszą próbę przepłynięcia dystansu z Hawany na Kubie do Key West na Florydzie. Ze względu na niekorzystne warunki pogodowe była zmuszona przerwać próbę . W sierpniu 2011 roku, w wieku 62 lat postanowiła ponownie spełnić swoje marzenie o przepłynięciu ponad 110 mil z Kuby na Florydę. W latach 2011–2013 czterokrotnie podejmowała to wyzwanie. Piąta próba pływaczki zakończyła się sukcesem. 
W 2013 Nyad jako pierwsza osoba na świecie przepłynęła z Kuby na Florydę bez klatki chroniącej przed rekinami. 2 września 2013 r. dotarła na plażę w Key West, po około 53 godzinach od rozpoczęcia przeprawy.
Jej rekord nie został oficjalnie uznany z powodu braku niezależnych obserwatorów i niepełnych dokumentów.

## Życie osobiste
Diana Nyad wyznała, że jej trener Jack Nelson molestował ją, gdy miała 14 lat. Wspólnie z inną uczennicą wniosły oskarżenie do dyrektora szkoły, ale nie podjęto żadnych konkretnych działań. Nelson jedynie złożył rezygnację z pracy pod koniec roku szkolnego.
W 2013 r. Nyad brała udział w akcji Swim for Relief, pływając nieprzerwanie przez 48 godzin na Herald Square w Nowym Jorku. Zebrała 105 001,00 dolarów dla AmeriCares na rzecz ofiar huraganu Sandy. 

## Diana Nyad w kulturze popularnej
W 2023 roku ukazał się film produkcji Netfliksa o jej życiu zatytułowany Nyad. W postać pływaczki wcieliła się Annette Bening.